# Брда (Дрвар)
Брда су насељено мјесто у Босни и Херцеговини у Општини Дрвар које административно припада Федерацији Босне и Херцеговине. Према попису становништва из 1991. у насељу је живјело 41 становника.

## Становништво
На попису становништва 1961. у ФНРЈ, Брда су се налазила у саставу Општине Преодац.
|        | 2013.       | 1991.       | 1981.       | 1971.       |
| Укупно | 17 (100,0%) | 45 (100,0%) | 82 (100,0%) | 93 (100,0%) |
| Срби   | 17 (100,0%) | 45 (100,0%) | 82 (100,0%) | 92 (98,92%) |
| Остали | –           | –           | –           | 1 (1,075%)  |